# Зайтц, Александр Максимилиан
Александр Максимилиан Зайтц (нем. Alexander Maximilian Seitz; 1811, Мюнхен — 18 апреля 1888, Рим) — немецкий исторический живописец. Отец Людвига Зайтца.

## Биография
Художественное образование получил в Мюнхене под руководством Корнелиуса и выступил впервые перед публикой с картиной «Иосиф, проданный своими братьями», заслужившей одобрение художественной критики. Исполнив после того по картинам Генриха Гесса некоторые из изображений семи таинств в мюнхенской церкви Всех Святых, отправился в 1835 году в Рим, где примкнул к группе так называемых «назарейцев».
Из написанных им там картин наиболее значительны: «Madonna in trono», «Святая Екатерина, несомая ангелами над морем», «Mater amabilis», «Христос благословляет детей», «Святой Иосиф с Младенцем-Спасителем», «Мудрые и неразумные девы» (в церкви Санта-Тринита-дель-Монте), «Христос» и «Блудный сын». Некоторые из этих картин получили большую популярность благодаря изданным гравюрам и литографиям с них. Этот художник был в своё время уважаем не только как живописец, пишущий на религиозные сюжеты, но и как весьма наблюдательный жанрист, воспроизводивший сцены исключительно из римского народного быта.